# Harburg-Freudenberger

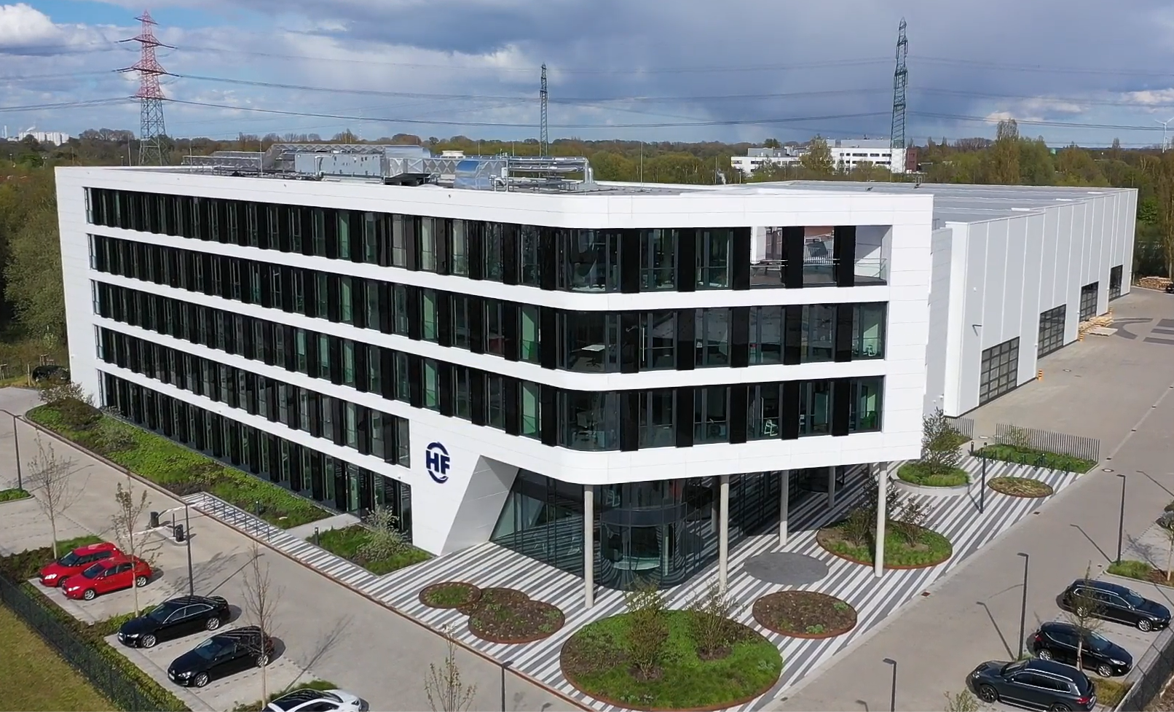
Der Firmensitz in Hamburg-Harburg

Die Harburg-Freudenberger Maschinenbau GmbH (Eigenschreibweise HF GROUP) ist eine international tätige Unternehmensgruppe, welche auf die Maschinen-, Anlagen und Komponentenproduktion für verschiedene Industriebereiche spezialisiert ist. Die Geschäftsbereiche agieren in der Reifen-, Kunststoff-, Lebensmittel-, Chemie- und Pharmaindustrie. Das Unternehmen gehört seit 2005 zur Possehl-Gruppe (Lübeck). Über eine Neuorganisation der Possehl-Gruppe wurde das Unternehmen HF Press+LipidTech, Schwarte Processing und Hänsel Processing unter dem Dach der HF FoodTech Group im Jahr 2021 vereint. Damit organisiert sich die Unternehmensgruppe über drei gebündelte Geschäftseinheiten: HF FoodTech Group, HF MIXING GROUP und HF TireTech Group. Mit über 2.000 Mitarbeitern lag der Umsatz im Jahr 2022 bei rund 367 Millionen Euro. Der Hauptsitz ist in Hamburg-Harburg. Die Harburg-Freudenberger Maschinenbau GmbH ist in Europa, Amerika und Asien-Pazifik präsent.

## Unternehmensgeschichte

Aktie über 100 Reichsmark der Harburger Eisen- und Bronzewerke AG vom Juni 1936

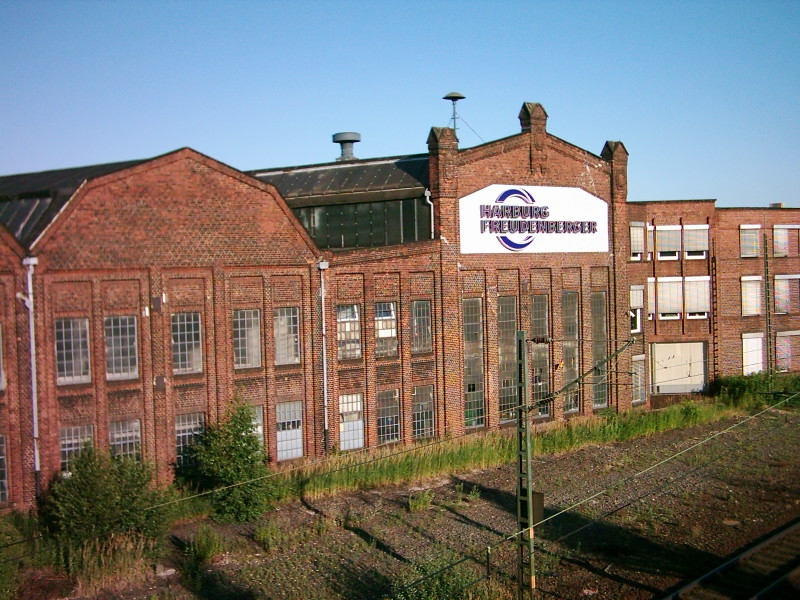
Älteste erhaltene Montagehallen von 1906 und 1910

### 19. und 20. Jahrhundert
Die Farrel Corporation wurde in den 1840er Jahren während der industriellen Revolution in den Vereinigten Staaten gegründet, als das Unternehmen als Gießerei und Ausrüstungshersteller für die Gummiindustrie tätig war. Weitere wichtige Unternehmensentwicklungen in der Industrie der Gummiverarbeitung fanden durch die Gründungen von Werner & Pfleiderer (1879) in Stuttgart mit der Knet- und Mischmaschine und Pomini (1886) in Castellanza, Italien, statt. Unter Farrel wurde der BANBURY® Mischer entwickelt und patentiert. Die Werner & Pfleiderer Gummimischtechnik hatte sich 1986 auf den Standort in Freudenberg, Deutschland, fokussiert, welcher heute noch als wichtiger Standort von HF mit über 400 Mitarbeitern dient. 1996 wurde das Unternehmen in Krupp Elastomertechnik GmbH als Teil von ThyssenKrupp umbenannt. Fast parallel fanden die Gründung und Entwicklung der Unternehmungen rund um die Pressen statt. Der aus Heilbronn stammende German Julius Koeber (1820–1882) gründete 1856 die offene Handelsgesellschaft G. und R. Koeber’s Eisen und Bronzewerke, die später auf einer Pariser Weltausstellung einen 1. Preis für eine Öldrehpresse bekam. Dieses Unternehmen wurde 1910 mit der 1858 gegründeten Maschinenfabrik H. Eddelbüttel zur Harburger Eisen- und Bronzewerke AG (HEB) mit 3,5 Millionen Mark Aktienkapital fusioniert. Ab 1929 gab es eine enge Zusammenarbeit mit der zum Teil im selben Marktsegment tätigen Fried. Krupp Grusonwerk AG in Magdeburg-Buckau, die 1943 auch als Großaktionärin der HEB bezeichnet wurde. Im Jahre 1948 wurde im Harburger Werk die erste Schneckenpresse hergestellt. Die Friedrich Krupp AG übernahm das Unternehmen 1959. Die erste Hydraulik-Heizpresse weltweit wurde 1972 entwickelt. In Kroatien wurde 1998 ein Produktionswerk in Belišće erworben.

### 21. Jahrhundert
Die Possehl-Gruppe übernahm das Unternehmen im März 2005 und benannte es in Harburg-Freudenberger Maschinenbau GmbH um. 2010 wurden die Geschäftsaktivitäten durch die Bildung von drei Geschäftseinheiten organisatorisch neu geordnet: Aus der Gummimischtechnik wurde die HF Mixing Group, die vormalige Speiseöltechnik wurde zu HF Press+LipidTech und die Kautschuktechnik wurde in HF TireTech Group umbenannt. Die drei Geschäftseinheiten sind unter dem Dach der Harburg-Freudenberger Maschinenbau GmbH vereint, die der Possehl-Gruppe angehört. Mit dem Einzug in das neue Firmengebäude 2020 und der Ausrichtung auf Digitalisierung und Umweltbewusstsein, will sich die HF GROUP zukunftssicher aufstellen. Im Jahr 2021 wurde die Unternehmensstruktur mit der HF FoodTech Group, welche die HF Press+LipidTech beinhaltet, erweitert und umstrukturiert.

## Geschäftsbereiche

### HF TireTech Group (Reifenaufbaumaschinen und Heizpressen)
Unter der HF TireTech Group bündelt die HF GROUP ihr Maschinenportfolio für die Reifenherstellung. Am Standort Hamburg-Harburg erfolgt die Forschung und Entwicklung sowie die Konstruktion und der Vertrieb der Maschinen, die Fertigung und Auslieferung der Maschinen findet in Belišće, Kroatien statt. Mit über 500 gelieferten Reifenaufbaumaschinen, gehört die HF TireTech Group zu den weltweit größten Herstellern. Bei den über 4.000 produzierten Reifenheizpressen wird bei der HF TireTech Group besonders auf neue Sicherheits-, Umwelt- und Fertigungsanforderungen geachtet. Die Konstruktion der Heizpresse basiert auf einer Kombination aus einem modularen und einem kundenspezifischen Ansatz.

### HF Mixing Group (Mischer, Extruder und Mischsaalsysteme)
Die weltweit führenden Hersteller von Anlagen für die Polymerverarbeitung Harburg-Freudenberger, Farrel und Pomini Rubber & Plastics arbeiten seit 2010 in der (Eigenschreibweise HF MIXING GROUP) zusammen. Jedes dieser Unternehmen bringt eine lange Geschichte im Bau von Maschinen, im Engineering von Mischsaalsteuerungen und -automatisierungen sowie in Komplettlösungen für die kautschukverarbeitende Industrie mit. Die Standorte der HF Mixing Group sind in Deutschland, Großbritannien, den USA, Italien und der Slowakei. Weitere Service und Sales-Standorte befinden sich in China, Frankreich, Spanien, Malaysia, Indien und Singapur. Aktuell sind über 1.200 Mitarbeiter in der HF Mixing Group tätig.

### HF FoodTech Group

#### Press+Lipidtech (Prozesstechnologie zur Speiseölverarbeitung, Tierkörperverwertung und Biomasse)
Mit der Umstrukturierung führt die HF FoodTech Group den Maschinen- und Anlagebau für die Lebens-, Futtermittel-, Chemie- und Pharmaindustrie zusammen. Mit 100 Mio. Euro Umsatz beschäftigt die HF FoodTech Group rund 550 Mitarbeiter. Die HF Press+LipidTech ist in der Produktion von Maschinen und Komplettanlagen für die Ölsaatenverarbeitung, der Tierkörperverwertung- und Biomassetechnologie tätig. Das Unternehmen bietet individuelle Ölsaatenaufbereitungs-, Ölsaatpressungs- und Rohölreinigunglösungenweltweit an. Seit mehr als 100 Jahren werden Maschinen und Anlagen zum Pressen von Ölsaaten produziert. Seitdem wurden in der Unternehmensgeschichte mehr als 2.000 Schneckenpressen hergestellt. Die aktuellen Produktionsstandorte liegen in Valpovo und Belišće, Kroatien.

#### Hänsel Processing (Anlagen für die Süßwarenindustrie)
Die Hänsel Processing GmbH ist seit Jahrzehnten auf die Produktion von Anlagen und Maschinen für die Herstellung von Süßwaren spezialisiert. Die Maschinen werden für die Produktion von , Hartbonbons, Gießmassen, Schaummassen, Toffees, Fondants und Fruchtgummis eingesetzt. Hänsel Processing ist dabei ein Full-Service-Anbieter aus Hannover, der seit über 100 Jahren Produktionsanlagen herstellt. Mit rund 150 Mitarbeitern ist Hänsel Processing unter dem Leitsatz „Sweet Competence“ ein weltweiter Innovationsträger. Das Unternehmen gehört seit 2018 zur Possehl-Gruppe.

#### Schwarte Processing (Behälterbau)
Schwarte Processing produziert Behälteranlagen, Apparate und Sondermaschinen in der Lagerung und Weiterverarbeitung flüssiger Lebensmittel und sensibler Substanzen und ist in der Milchindustrie, Getränkeindustrie, Nahrungsmittelindustrie, Pharma- und Kosmetikindustrie und der Chemieindustrie agierend. Auf einer Produktionsfläche von 70.000 m² beschäftigt das Unternehmen über 250 Mitarbeiter an den polnischen Standorten in Olsztyn und Kozalin sowie an zwei Standorten in Deutschland.

## Auszeichnungen
2021 wurde die HF Mixing Group mit dem Michelin Supplier Award ausgezeichnet.
2023 wurde die HF TireTech mit dem Tire Technology International Supplier Award ausgezeichnet.